# 環狀拓撲

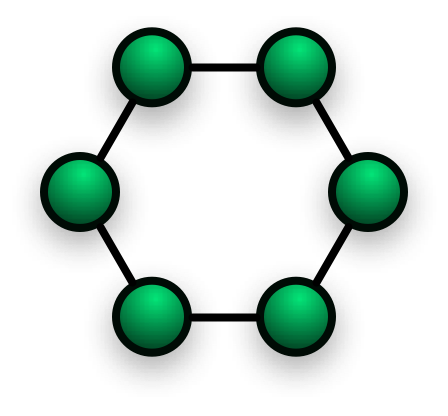
Image showing ring network layout

環狀拓撲（英語：Ring Topology）环型结构在LAN中使用较多。这种结构中的传输媒体从一个端用户到另一个端用户，直到将所有的端用户连成环型。数据在环路中沿着一个方向在各个节点间传输，信息从一个节点传到另一个节点。这种结构显而易见消除了端用户通信时对中心系统的依赖性。

## 环行结构的優点
1. 所能实现的功能最为简单，仅能当作一般般的文件服务模式；
2. 传输速度较快；
3. 每个端用户都与两个相临的端用户相连，因而存在着点到点链路，但总是以单向方式操作，于是便有上游端用户和下游端用户之称；
4. 信息流在网中是沿着固定方向流动的，两个节点仅有一条道路，故简化了路径选择的控制；
5. 环路上各节点都是自举控制，故控制软件简单；
6. 适合使用光纤，传输距离远，传输延迟确定。

## 缺点
1. 响应延迟：由于信息源在环路中是串行地穿过各个节点，当环中节点过多时，势必影响信息传输速率，使网络的响应时间延长；
2. 扩展性能差：环形结构的封闭性决定了其扩展性能远不如星型结构，如果要新添加或移动结点，就必须中断整个网络，在环的两端作好连接器才能连接；
3. 维护困难：整个网络各节点间直接串联，任何一个节点出故障都会造成整个网络的中断瘫痪，维护十分不便；
4. 维护困难：同轴电缆所采用的是插针式的接触方式，容易造成接触不良、网络中断，同时对分支节点故障定位较难。

## 适用场合
- 局域网，实时性要求较高的环境

最著名的环形拓扑结构网络是令牌环网（Token Ring）